# I falchi del fiume giallo
I falchi del fiume giallo (China Sky) è un film del 1945 diretto da Ray Enright.
Il film è basato sull'omonimo romanzo del 1941 di Pearl S. Buck.

## Distribuzione
La pellicola è stata distribuita nelle sale cinematografiche statunitensi a partire dal 16 maggio 1945.